# Edmund Gutmann
Barun Edmund Gutmann von Gelse und Belišće (Velika Kaniža, Mađarska, 3. ožujka 1841. - Belišće, 17. siječnja 1918.) bio je hrvatski plemić i industrijalac židovskog porijekla i zajedno sa svojom obitelji (otac i braća) osnivač naselja koje je postalo Belišće
Barun Gutmann rođen je u židovskoj obitelji Salamona Heinricha i Nanette Gutmann, kao najstariji od devetero djece. Imao je četiri brata i četiri sestre: Isidor (rođen 1845.), Vilim (rođen 1846.), Ladislav (rođen 1855.), Alfred (rođen 1857.), Hedviga, Ema (rođena 1848.), Berta i Ida. 
Njegov otac osnovao je tvrtku za preradu drva "H.S. Gutmann" u Mađarskoj. Nakon umirovljenja svog oca, barun Gutmann i njegova braća preuzimaju tvrtku. Kupio je u desetogodišnji zakup kompleks hrastovih šuma od valpovačkog baruna Gustava Hillenpranda Prandaua u veljači 1884. Ubrzo nakon izgradnje prvih stambenih kuća Gutmanovog naselja, izgrađeni su: vatrogasni dom, pošta, zgrada osnovne škole, kapelica na groblju, elektromreža i vodovod s kanalizacijom. Tvrtka "H.S. Gutmann" napravila je prve kilometre šumske industrijske željeznice, koja je brzo prerasla u lokalnu željezničku stanicu s javnim prijevozom.
Palaču Gutmann u središtu Belišća sagradio je barun Gutmann za svog sina Artura i snahu Stefaniju. Franjo Josip I. proglasio je baruna Gutmanna vitezom i odlikovao ga nasljednim perom baruna von Gelse und Belišće.
Nakon njega, vođenje tvrtke preuzeo je njegov sin Artur Gutmann, a nakon Arturove smrti nećak Viktor Gutmann, koji je preživio Drugi svjetski rat, ali su ga ubili komunisti 1946. godine pod lažnom optužbom, da je surađivao s nacistima.